# Бендер: Золото імперії
«Бендер: Золото імперії» (рос. Бендер: Золото империи) — російський комедійний фільм 2021 року режисера Ігоря Зайцева з Сергієм Безруковим, Арамом Вардеваняним і Микитою Кологривим у головних ролях. Цей фільм є сиквелом до «Бендер: Початок» продюсерської компанії «Sreda». Прем'єра в кінотеатрах Росії відбулася 15 липня 2021 року.

## Сюжет
Головні герої фільму — двоє аферистів, Ося Задунайський та Ібрагім Бендер. Вони продовжують пошуки дорогоцінного «жезла Рум'янцева» в шаленій круговерті громадянської війни 1919 року на півдні Російської імперії.

## Акторський склад
- Сергій Безруков — Ібрагім Сулейман Берта-Марія Бендер-бей
- Арам Вардеванян — Остап Задунайський
- Микита Кологривий — Мішка Япончик
- Юлія Макарова — Соня Сагалович
- Вєра Брежнєва — Ольга Тарасевич
- Юрій Колокольников — Григорій Котовський
- Павло Дерев'янко — Нестор Махно
- Максим Белбородов — Беня
- Олександр Цекало — Марк Сагалович
- Юлія Рутберг — Мадам Сагалович
- Ольга Сутулова — Марія Федорівна Задунайська, мама Осі
- Артем Ткаченко — штабскапітан Мішин-Аметистов, військовий комендант Сонячноморська
- Андрій Левін — Лев Троцький

## Знімальна група
- Режисери-постановники: Ігор Зайцев
- Сценаристи: Олег Маловичко
- Продюсери: Варвара Авдюшко, Олександр Цекало, Іван Самохвалов, Варвара Авдюшко
- Постпродукція: Ольга Нікуліна
- Ведучі продюсери: Олександра Ремізова, Даніла Іпполітов
- Оператори: Сергій Трофімов
- Композитори: Раян Оттер

## Виробництво
Фільм знято компанією Sreda, що належить Олександру Цекало, і телеканалом «Россия». Режисером став Ігор Зайцев. У прокат картина вийшла 15 липня 2021 року. Згодом із фільмів «Бендер: Початок», «Бендер: Золото імперії» та «Бендер: Остання афера» планувалося створити єдиний серіал про Остапа Бендера.

## Сприйняття
Глядацькі відгуки на фільм вийшли неоднозначними. Критики ж зазначають, що на створення оригінального продукту в авторів картини «не вистачило таланту», а тому відбулося запозичення матеріалу з «Піратів Карибського моря». При цьому фільм виявився помітно гіршим, ніж попередня частина франшизи — «Бендер: Початок».